# Anthropocene
Anthropocene (tiếng Anh; còn gọi là thế Nhân tân hay thế Nhân loại, tên phiên là Anthropocen) là thuật ngữ được một số nhà khoa học sử dụng để miêu tả giai đoạn gần đây nhất trong lịch sử Trái Đất. Nó không có điểm khởi đầu chính xác, nhưng có thể coi là bắt đầu vào khoảng cuối thế kỷ 18, khi những hoạt động của loài người mới bắt đầu có ảnh hưởng toàn cầu đến khí hậu và hệ sinh thái của Trái Đất. Điểm bắt đầu của nó cũng có thể coi là trùng với sự phát minh của James Watt ra động cơ hơi nước năm 1784. Thuật ngữ này do nhà khoa học Paul Crutzen đặt vào năm 2000; ông là người đoạt giải Nobel Hóa học và nghĩ rằng hoạt động con người trên Trái Đất vào những thế kỷ gần đây đáng kể đến độ cần chấp nhận một thế địa chất mới. Tuy nhiên, các nhà khoa học đang tranh cãi về việc đặt một giai đoạn mới; có người nghĩ rằng nó là một thế địa chất mới tiếp theo thế Holocen, còn có người khác nghĩ rằng Anthropocene chỉ là một kỳ địa chất trong thế Holocen.
Việc sử dụng khái niệm này như là một khái niệm địa chất chính thức bắt đầu đã thu được sự ủng hộ vào đầu năm 2008, với sự công bố 2 bài báo ủng hộ cho ý tưởng này.

## Định nghĩa
Trong khi phần lớn của thay đổi mô trường hiện nay trên Trái Đất là kết quả của Cách mạng công nghiệp, William Ruddiman lại cho rằng Anthropocene thực sự bắt đầu vào khoảng 8.000 năm trước đây, khi có sự lớn mạnh của nông nghiệp. Từ thời điểm đó, loài người đã phân tán ra khắp mọi lục địa, ngoại trừ châu Nam Cực, và Cách mạng đồ đá mới đang xảy ra. Thay đổi này dẫn đến nông nghiệp và chăn nuôi gia súc để bổ sung hay thay cho cuộc sống săn bắn hái lượm, và sau đó một làn sóng diệt chủng, bắt đầu từ những loài thú lớn và chim trên đất liền. Làn sóng này do hoạt động trực tiếp của con người (thí dụ săn bắn) và các kết quả gián tiếp từ việc thay đổi sử dụng đất trong nông nghiệp. Các nhà địa lý học thường gọi giai đoạn này (10.000 năm trước đây đến ngày nay) là thế Holocen, và trong phần nhiều thế Holocen, dân số tương đối thấp và các hoạt động có ảnh hưởng nhỏ so với vài thế kỷ gần đây. Tuy nhiên, nhiều quá trình đang thay đổi môi trường Trái Đất đã diễn ra từ thời gian này.

## Bản chất các tác động của con người

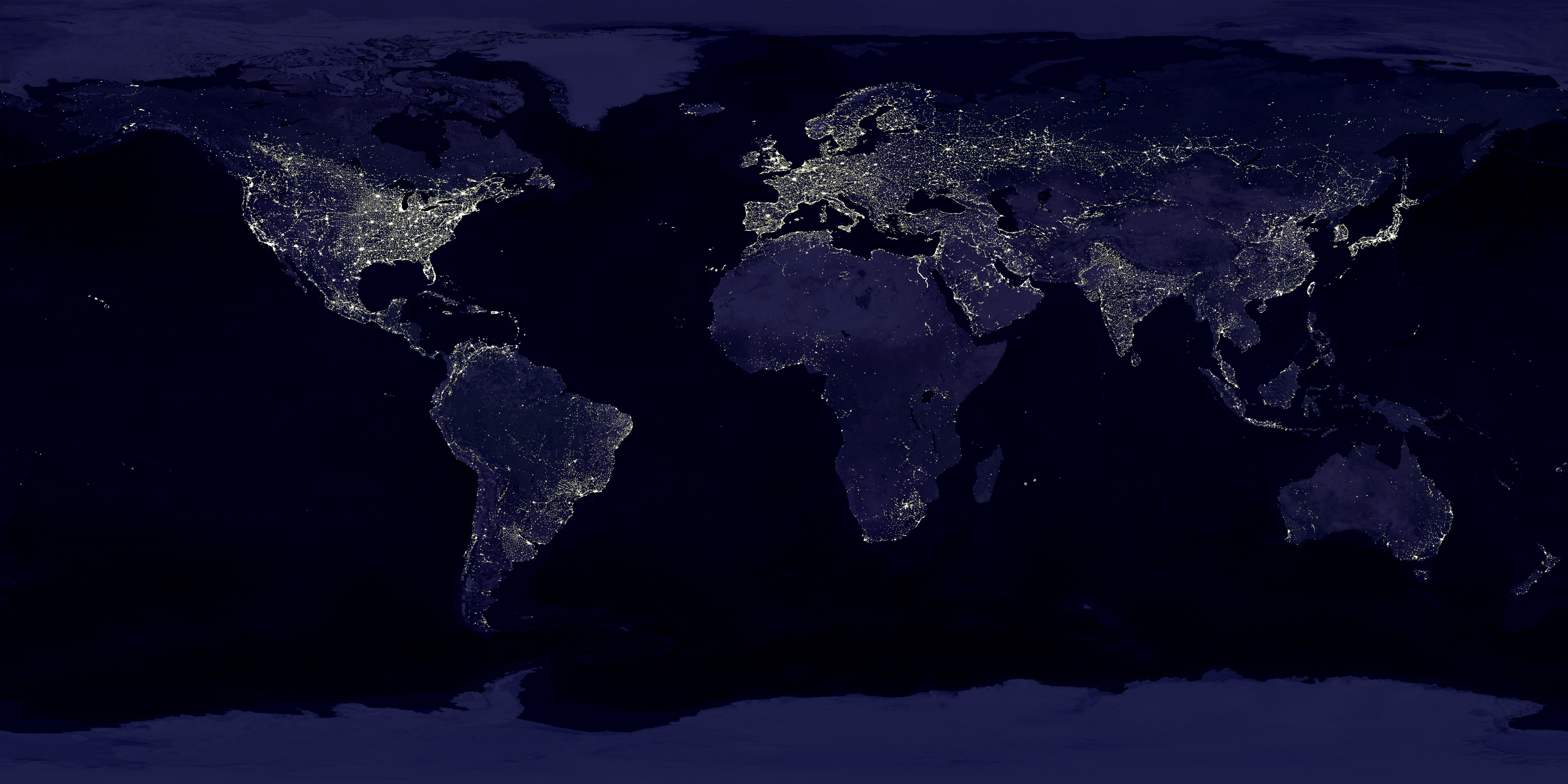
Trái Đất ban đêm, hình ảnh giả lập ban đêm của thế giới trong thế Anthropocene.

Một dấu hiệu địa chất rõ ràng chỉ đến ảnh hưởng của con người là mức độ dioxide cacbon (CO2) tăng lên trong khí quyển. Trong các chu kỳ băng hà–gian băng của một triệu năm nay, các quá trình tự nhiên đã làm cho mật độ CO2 thay đổi khoảng 100 ppm (từ 180 ppm đến 280 ppm). Vào năm 2006, lượng bức xạ ròng CO2 nguồn gốc con người đã làm tăng nồng độ trong khí quyển từ 280 ppm ("cân bằng" tiền công nghiệp hay từ thế Holocen) lên hơn 383 ppm. Dấu hiệu này trong hệ thống khí hậu của Trái Đất là rất đáng kể vì nó đang xảy ra nhanh hơn và nhiều hơn so với các thay đổi tương tự trước đây. Nồng độ tăng lên phần lớn vì đốt các nhiên liệu hóa thạch như than, dầu mỏ, và gas, nhưng sản xuất xi măng và thay đổi cách sử dụng đất (chẳng hạn phá rừng) cũng có ảnh hưởng nhỏ hơn.
William Ruddiman cho rằng Anthropocene như được định nghĩa là ảnh hưởng đáng kể của con người lên bức xạ khí nhà kính đã bắt đầu không phải trong thời đại công nghiệp, mà khoảng 8.000 năm trước, khi những nông dân cổ đại phát quang rừng để gieo trồng, và đây là một giả thuyết về Anthropocene sớm. Công trình của Ruddiman bị thách thức trên cơ sở so sánh với giai đoạn gian băng sớm hơn ("Giai đoạn 11", khoảng 400.000 năm trước) cho thấy khoảng 16.000 năm nữa phải trôi qua trước khi gian băng của thế Holocen hiện tại kết thúc, và vì thế giả thuyết Anthropogene sớm là vô lý. Nhưng Ruddiman cho rằng kết quả này là từ việc sắp xếp vô lý các ánh xạ cực đại với các ánh xạ cực tiểu gần đây từ trong quá khứ, bên cạnh các sự kiện bất tuân quy luật khác làm cho các phê phán là không có hiệu lực.

## Từ nguyên
Anthropocene là từ mới do nhà khoa học đoạt giải Nobel Paul Crutzen nghĩ ra năm 2000 tương tự như từ "Holocen". Gốc từ Hy Lạp là "anthropo-" có nghĩa là "con người" và "-cene" nghĩa là "mới". Crutzen giải thích rằng "Tôi ngồi trong một hội nghị và một ai đó đang nói điều gì đó về Holocene. Tôi chợt nghĩ điều này là sai lầm. Thế giới đã thay đổi quá nhiều. Vì thế tôi nói: 'Không, chúng ta đang trong thế Anthropocene.' Tôi chỉ nghĩ ra từ này trong chốc lát. Mọi người đều ngạc nhiên. Nhưng dường như nó đã làm mọi người lúng túng.". Crutzen lần đầu tiên sử dụng nó trong bản in năm 2000 cho bài viết trên International Geosphere-Biosphere Programme (IGBP), số 41. Năm 2008, Zalasiewicz gợi ý trong GSA Today rằng thế Anthropocene hiện nay là thích hợp.
Thuật ngữ tương tự dường như đã được Andrew Revkin nghĩ ra năm 1992 trong cuốn sách của ông Global Warming: Understanding the Forecast, trong đó ông viết rằng "chúng ta đang tiến vào một thời kỳ mà một ngày nào đó người ta có thể nói tới như là Anthrocene. Trên tất cả, nó là một giai đoạn địa chất do chính chúng ta tạo ra.". Từ Anthropocene nói chung được coi như là thuật ngữ kỹ thuật phù hợp hơn.